# 릉라교
릉라교(綾羅橋, 표준어: 능라교)는 조선민주주의인민공화국 평양직할시에 위치한 다리로 길이는 1,070m이다. 대동강 위에 세워진 평양직할시의 6개의 다리 가운데 하나이며 1988년에 준공되었다.

## 상세

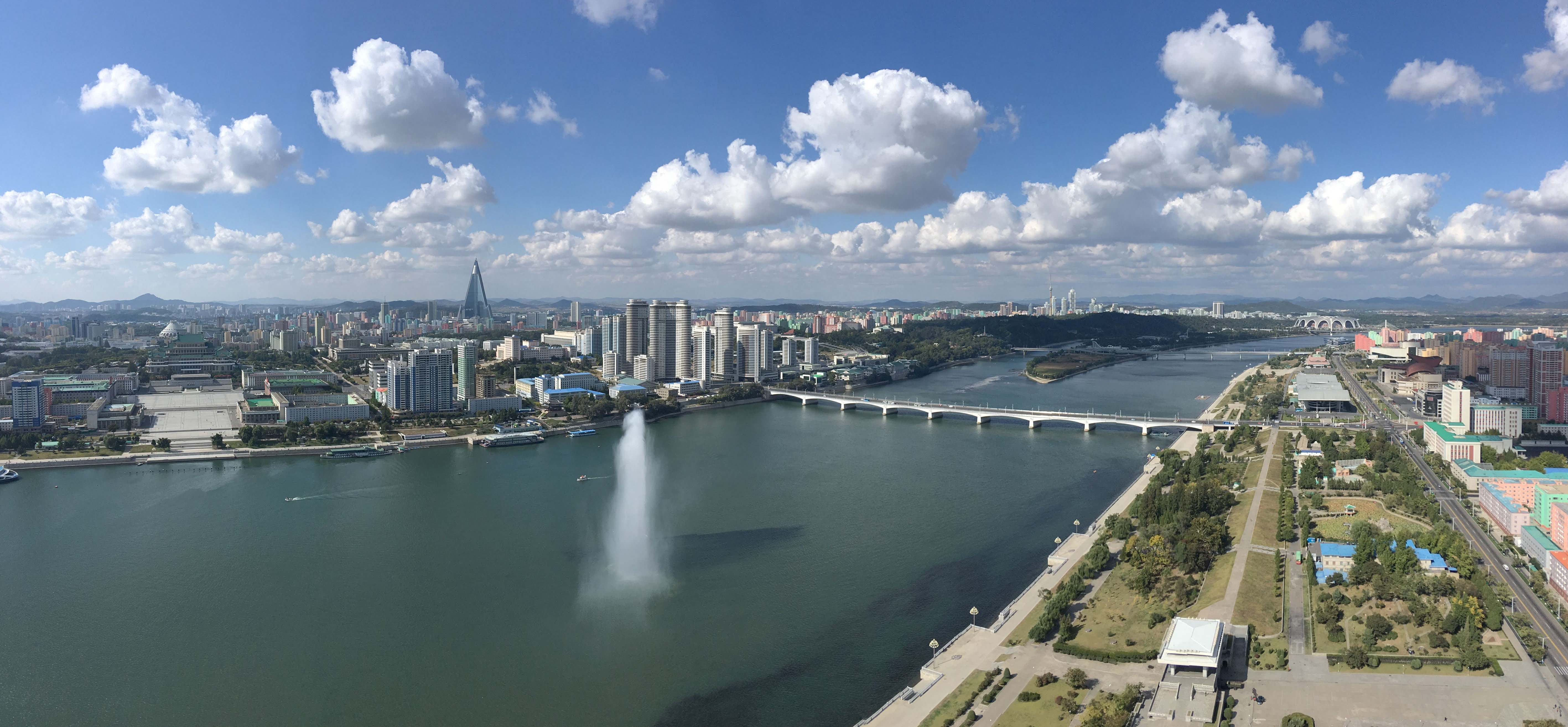
릉라교의 모습(2018년)

다리 남쪽에 있는 옥류교와 다리 북쪽에 있는 청류교 사이에 위치한다. 대동강 우안에 있는 모란봉구역과 좌안에 있는 대동강구역을 연결하며 다리 중간에 있는 릉라도를 경유한다.